# Ricardo Leyser
Ricardo Leyser Gonçalves (São Paulo, ca. 1972) es un funcionario público y político brasileño. Fue ministro de Deportes de Brasil en el gobierno Dilma Rousseff tras la dimisión de George Hilton, el 31 de marzo de 2016.

## Biografía
Graduado en Administración Pública por la Fundación Getulio Vargas (FGV) de São Paulo y en Ciencias Sociales por la Universidad del Estado de São Paulo (USP), tiene especializaciones en gestión empresarial, gestión estratégica, marketing gubernamental y planificación.

## Ministerio de Deporte
Alto funcionario, Ricardo Leyser accedió al cargo de ministro de Deporte tras la dimisión de George Hilton, el 31 de marzo de 2016. En ese momento, Leyser ocupaba la Secretaría Nacional de Deporte y Alto Rendimiento, bajo el mandato de Hilton, a quien Rousseff agradeció "su trabajo y dedicación". Hilton abandonó el cargo a pocos meses de la celebración de los Juegos Olímpicos de Río de Janeiro, de cuya preparación se encargó.